# Robert Täht
Robert Täht (* 15. August 1993 in Võru) ist ein estnischer Volleyballnationalspieler.

## Karriere
Täht begann seine Karriere in seiner Heimatstadt bei Valio Võru. 2012 wechselte er zu Bigbank Tartu. Dort wurde er in seiner ersten Saison estnischer Vizemeister und gewann 2014 die nationale Meisterschaft. 2015 kam der Sieg in der Baltic League hinzu. Danach ging der Außenangreifer erstmals nach Polen und spielte drei Jahre lang bei Cuprum Lubin. Mit der estnischen Nationalmannschaft gewann er die Volleyball-Europaliga 2016, wobei er als bester Annahmespieler und MVP des Turniers ausgezeichnet wurde. 2018 gelang Estland der Sieg in der europäischen Golden League. In der Saison 2018/19 spielte Täht bei Arkas Izmir. Mit der Nationalmannschaft schied er bei der Europameisterschaft 2019 in der Vorrunde aus. 2019/20 war Täht bei Sir Safety Perugia aktiv. Danach kehrte er in die polnische Liga zurück. Dort spielte er jeweils eine Saison bei Asseco Resovia Rzeszów und Skra Bełchatów. Die Saison 2022/23 spielte er beim brasilianischen Verein Vôlei São José. Die EM-Teilnahmen 2021 und 2023 endeten erneut nach der Vorrunde.
Kurz vor Beginn der Saison 2023/24 wurde Täht vom deutschen Bundesligisten Berlin Recycling Volleys verpflichtet. Mit den Berlinern gewann er den DVV-Pokal 2023/24 und die deutsche Meisterschaft. Anschließend wechselte er zu Stilon Gorzów Wielkopolski.